# Forrest Goodwin

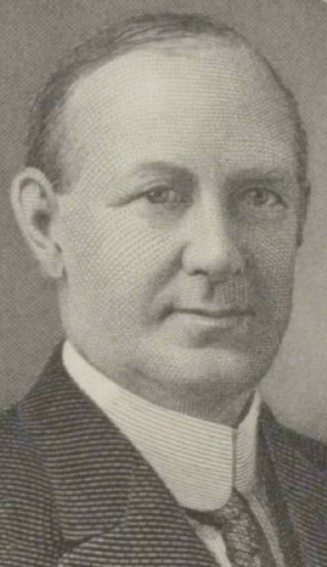
Forrest Goodwin, 1915

Forrest Goodwin (* 14. Juni 1862 in Skowhegan, Maine; † 28. Mai 1913 in Portland, Maine) war ein US-amerikanischer Politiker. Im Jahr 1913 vertrat er den Bundesstaat Maine im US-Repräsentantenhaus.

## Werdegang
Forrest Goodwin  besuchte die öffentlichen Schulen seiner Heimat einschließlich der Skowhegan High School sowie die Bloomfield Academy. Danach studierte er bis 1887 am Colby College in Waterville. Nach einem anschließenden Jurastudium an der Boston University und seiner im Jahr 1889 erfolgten Zulassung als Rechtsanwalt begann er 1891 in Skowhegan in seinem neuen Beruf zu arbeiten.
Goodwin war Mitglied der Republikanischen Partei. Im Jahr 1889 saß er als Abgeordneter im Repräsentantenhaus von Maine. Zwischen 1889 und 1891 war er Angestellter beim Präsidenten des US-Repräsentantenhauses, Thomas Brackett Reed. Von 1903 bis 1905 gehörte Goodwin dem Senat von Maine an, dessen Präsident er im Jahr 1905 war.
1912 wurde er im dritten Wahlbezirk von Maine in das US-Repräsentantenhaus in Washington, D.C. gewählt. Dort trat er am 4. März 1913 die Nachfolge von Samuel W. Gould von der Demokratischen Partei an. Goodwin konnte aber nur ein knappes Vierteljahr im Kongress verbringen. In dieser Zeit wurde am 8. April 1913 der 17. Verfassungszusatz ratifiziert, der die Direktwahl der US-Senatoren vorschrieb. Forrest Goodwin starb am 28. Mai desselben Jahres und wurde in Skowhegan beigesetzt.